# City Freak
City Freak — це другий студійний альбом українського музиканта Костянтина Почтара, відомого як Postman. Реліз альбому в цифровому вигляді відбувся 28 листопада 2019 року на київському музичниму лейблі "WATRA", а вінілова версія платівки побачила світ на початку весни 2020 року. Це реліз який виводить звучання Postman далеко за межі традиційного гітарного фолку. Альбом складається з 5 пісень англійською мовою, 3 треків українською та однієї інструментальної композиції.

## Про альбом
Накопичення матеріалу для альбому відбувалось протягом весни-осені 2019 року на студії LipkyZvukozapys. Записом керував Вадим Лазарєв (клавішник та бек-вокаліст гурту 5 Vymir). В «City Freak» Postman змішує гуцульський фольклор, а також психоделію 60-х, Раві Шанкара та Radiohead, Боба Ділана та Ніка Дрейка. Все це зробило альбом надзвичайно різноманітним і складним, починаючи від аскетичної пісні «Вода», яка народилася в глибині Карпат, і закінчуючи кислотним джемом у композиції «True Detective».
Центральним елементом платівки є стосунки героя з великим містом, яке приваблює і відштовхує його водночас. Він плекає історії про міських божевільних, заблукалих туристів, торговців наркотиками та барів, автостопщиків, повій, людей, які шукають серед них правди, пригод і справжніх друзів. «City Freak» — це саундтрек до вічної подорожі від міста до міста, від дому до іншого готелю з тонкими, як папір, стінами.
"Мегаполіс, як і океан, буде завжди сильнішим, як би ти не намагався осідлати хвилю і чинити супротив. Єдиний варіант – розчинитись у ньому, бути як вода. Починаєш приймати його чудернацькі форми і розтікатись розписаними графіті вулицями, не озираючись, ходити в темряві закутків старих кварталів і вдихати запах мокрого асфальту, під яким світять зірки. Чи заглянути опівночі в улюблений бар, де чомусь кілька днів поспіль грає погана музика, спробувати на смак небо перед найкрасивішим літнім світанком і, не прощаючись, рушити далі, до найвищої гори, перетворитись на швидкий холодний струмок, що мчить до моря. У “City Freak” мені хотілось зруйнувати цю стіну між реальним і абстрактним", — розповідає Костянтин Почтар.

## Композиції
1. The Strangest Place On Earth
2. Stars Beyond Us
3. Вода
4. Northern Light
5. Promises Land
6. Там нічого нема
7. The Wind In My Wings
8. Якорі - True Detective

## Музиканти
Костянтин Почтар — вокал, гітара, бас, фортепіано
Оксана Сагалата — скрипка
Андрій Біт — ударні (2, 4)
Джон Сліпер — бас (1), бек-вокал (1, 5)
Семен Запіканка — барабани (5)
Олег Скакун — флюгельгорн (7)
Вадим Лазарєв — орган, барабани (8)